# Sclerocactus glaucus
Sclerocactus glaucus es un miembro de la familia Cactaceae. Es una rara especie endémica de Nuevo México, Colorado y Utah en Estados Unidos. Su hábitat natural son los desiertos.

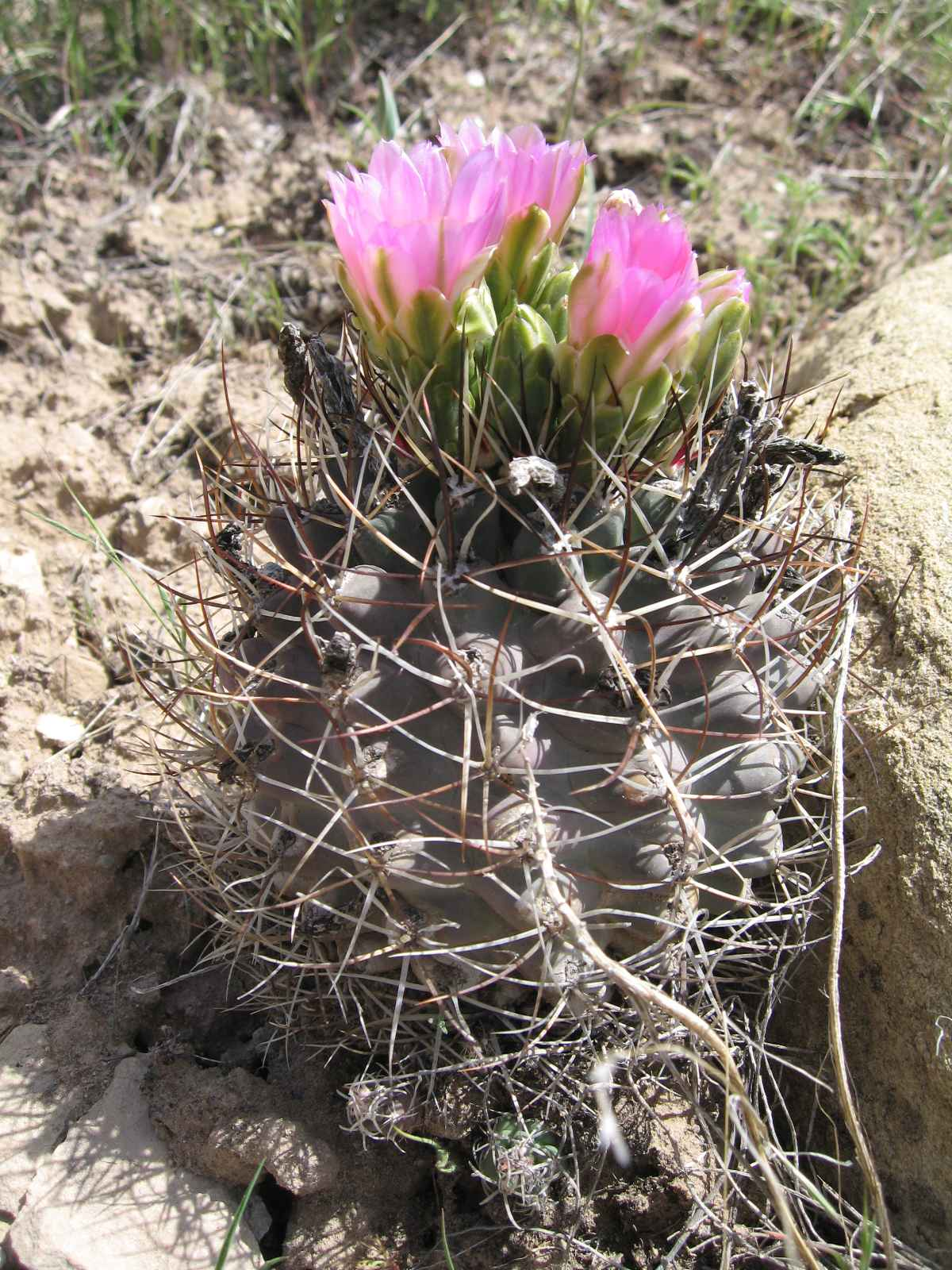
Vista de la planta

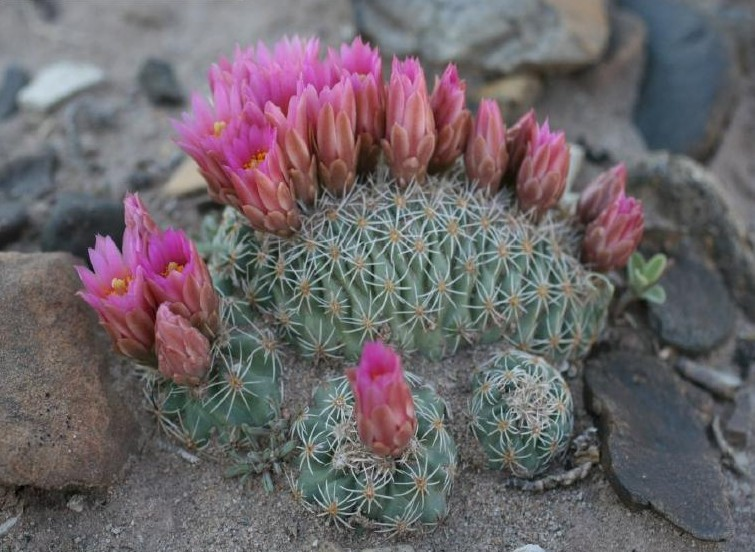
Detalle de las flores

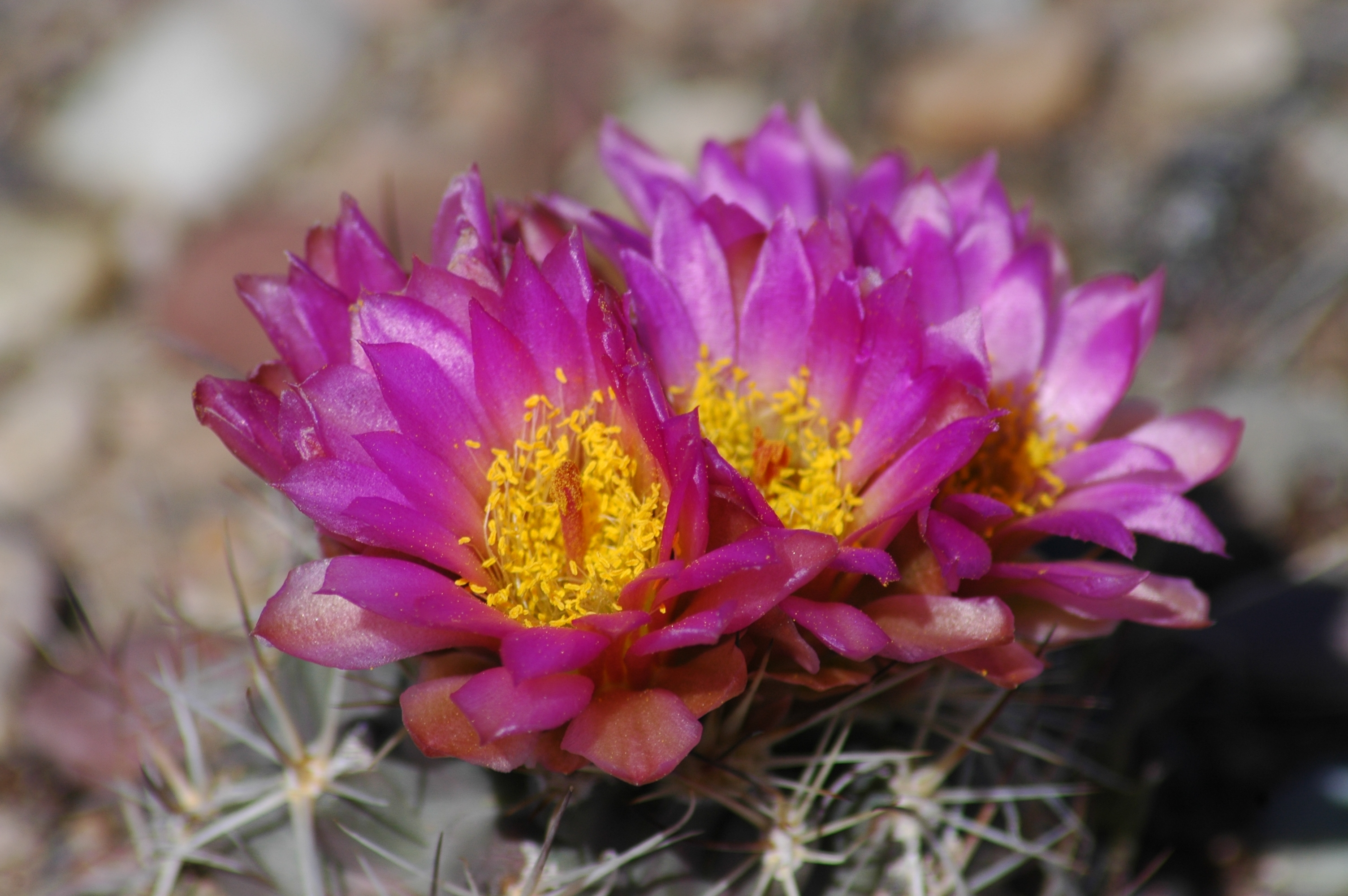
Flores

## Características
Cactus globoso-cilíndrico de color verde glauco, con prominentes costillas de donde surgen las espinas radiales y una central, todas ellas ganchudas. Este cactus es de forma cilíndrica y mide hasta 28 centímetros de alto por 9 de ancho, aunque por lo general es mucho más corto. Durante la estación seca puede reducirse tanto que desaparece debajo de la superficie del suelo. Tiene hasta 12 espinas blancas radiales en cada uno de sus areolas   y varias espinas centrales rectas, de color rojizo o negro que apuntan en varias direcciones. Las espinas centrales pueden ser de 1 a 2 centímetros de largo o más. Las flores en forma de embudo son fragantes o una flor en forma de campana  de hasta 5 o 6 centímetros de largo con tépalos rosas. Los estambres tienen filamentos blancos o verdes y anteras amarillas. El fruto tiene forma de barril y de hasta 2 o 3 centímetros de longitud.

## Ecología
Esta planta crece en los tramos expuestos de grava arcilla , incluyendo bancos aluviales  por encima de las llanuras de inundación y sobre la mesa de las laderas.Los ríos cercanos incluyen los ríos Green, Colorado y Río Gunnisons. Es parte del matorral xerófilo y artemisas en las  comunidades vegetales   del desierto, o bosques de pino-enebro. Otras plantas en el hábitat incluyen Atriplex confertifolia, Hilaria jamesii, Artemisia nova, Stipa hymenoides, Echinocereus triglochidiatus, Pediocactus simpsonii, Opuntia polyacantha, Krascheninnikovia lanata, Yucca harrimaniae, Gutierrezia sarothrae, Chrysothamnus viscidiflorus, Sporobolus cryptandrus y Leymus salinus

## Taxonomía
Sclerocactus glaucus fue descrita por (K.Schum.) L.D.Benson y publicado en Cactus and Succulent Journal 38(2): 53. 1966.
Etimología
Sclerocactus: nombre genérico que deriva del griego y significa "cacto duro o cruel" y es una referencia a las espinas ganchudas que se adhieren firmemente a lo que tenga contacto con ellas.
glaucus: epíteto latíno que significa "glauco"
Sinonimia
- Echinocactus glaucus
- Pediocactus glaucus
- Ferocactus glaucus
- Sclerocactus wetlandicus
- Pediocactus wetlandicus
- Sclerocactus wetlandicus
- Sclerocactus brevispinus